# Касерес, Мигель
Мигель Касерес Баэс (исп. Miguel Cáceres Báez; род. 6 июня 1978, Кампо-Нуэве) — парагвайский футболист, игравший на позиции нападающего.

## Клубная карьера
Мигель Касерес начинал свою карьеру футболиста в парагвайском клубе «Гуарани». С начала 2000 года он представлял аргентинский «Росарио Сентраль». Первую половину 2001 года Касерес провёл на правах аренды за испанский «Леванте», в то время выступавший в Сегунде. 18 марта он сделал дубль в домашней поединке против «Саламанки».
Первую половину 2003 года Касерес отыграл за другую команду испанской Сегунды «Бадахос», а вторую — за аргентинский клуб «Нуэва Чикаго», где и завершил свою карьеру футболиста.

## Карьера в сборной
9 июня 2000 года Мигель Касерес дебютировал в составе сборной Парагвая в гостевой товарищеской игре против команды Австралии. Спустя шесть дней он забил свой единственный гол за национальную сборную, также в гостевом товарищеском матче с австралийцами. Касерес был включён в состав Парагвая на Кубок Америки 2001 в Колумбии, где провёл одну игру группового этапа с мексиканцами.